# Джон Голсуърти
Джон Голсуърти (на английски: John Galsworthy, произношение в англоговорещите държави най-близко до Голзуърди), е британски писател.

## Биография и творчество
Произхожда от богато буржоазно семейство. Учи в Хароу и в Оксфорд. След завършване на юридическото си образование предприема дълго околосветско пътуване. През 1900 г. изоставя адвокатската си практика, за да се посвети изцяло на литературата. Автор е на 17 романа, 26 пиеси, 12 тома разкази, есета, поеми.
Първото значително произведение на Голсуърти е романът му „Островът на фарисеите“, писан през 1904 г. Този роман напомня памфлет и морален трактат, направен под формата на прегледа на фарисейските нрави в провинцията и столицата. Романът „Братство“, написан през 1909 г., е един от най-силните и критически романи на писателя. Голсуърти открито поставя в него проблема за отношението на интелигенцията към народа. Други известни негови романи са: „От всички ветрове“ (1897), „Жослен“ (1898, „Вила Рубейн“ 1900), „Човекът от Девън“ (1901), „Къща извън града“ (1907), „Малкият човек“ (1915), „Пътят на един светец“ (1919).
От 1906 г. до 1933 г. пише и трите си трилогии, първата „Сага за Форсайтови“ – „Собственикът“ (1906), „В примка“ (1920) и „Дава се под наем“ (1922), втората „Съвременна комедия“ – „Бялата маймуна“ (1924), „Сребърната лъжица“ (1927) и „Лебедова песен“ (1928), и третата „Краят на повестта“ – „Девойка, която чака“ (1931), „Цъфтяща пустиня“ (1932) и „Отвъд реката“ (1933).
Пиесите на Голсуърти са забележителни с простотата, сръчността на драматическата техника, естествеността на диалозите и езика. Главното им достойнство е дълбоката искреност на автора, искреност на възмущението, предизвикано от истинско съчувствие към бедните. Най-известни негови пиеси са „Сребърната кутия“ (1906), „Джои“ (1907), „Борба“ (1908), „Справедливост“ (1909), „Тълпа“ (1911), „Семеен човек“, „Без ръкавици“ и др. Интересни негови литературно-критически статии са „След спектакъла“ (1903), „Защо не ни се харесват нещата такива, каквито са“ (1906), „Мъгливи мисли за изкуството“ (1911), „За завършеността и определеността“ (1912).
През 1932 г. Джон Голсуърти получава Нобелова награда за литература.

## Произведения

### Самостоятелни романи
- From the Four Winds (1897) – като Джон Синджон
- Jocelyn (1898) – като Джон Синджон
- Villa Rubein (1900) – като Джон Синджон
- The Island Pharisees (1904) – като Джон Синджон
- The Country House (1907)
- Fraternity (1909)
- A Motley (1910)
- The Dark Flower (1913)
- Captures (1923)
- Beyond (1927)
- A Modern Comedy (1929)
- The Freelands (1935)
- Saint's Progress (1970)
- Indian Summer of a Forsyte (1987)
- The Patrician (2000)
- A Sheaf (2000)
- The Burning Spear (2002)

### Серия „Сага за Форсайтови“ (Forsyte Saga)
1. The Man of Property (1906)
2. In Chancery (1920)
3. To Let (1921)

### Серия „Сага за Форсайтови: Модерна комедия“ (Forsyte Saga: A Modern Comedy)
1. The White Monkey (1924)
2. The Silver Spoon (1926)
3. Swan Song (1928)

### Серия „Сага за Форсайтови: Краят на повестта“ (Forsyte Saga: End of the Chapter)
1. Maid in Waiting (1932)
2. Flowering Wilderness (1933)
3. Over the River (1933)

### Пиеси
- The Silver Box (1906)
- Strife (1909)
- Justice (1910)
- The Silver Box and Other Plays (1912)
- The Fugitive (1913)
- The Foundations (1920)
- The Skin Game (1920)
- Loyalties (1922)
- Windows (1922)
- Joy (1925)
- Old English (1925)
- The Show: A Drama in Three Acts (1925)
- Escape (1926)
- The First and the Last (1927)
- Exiled (2001)
- A Family Man (2002)
- The Eldest Son (2004)
- Hall Marked A Satiric Trifle (2004)

### Документалистика
- Inn Of Tranquility (1912)
- Glimpses and Reflections (1938)
- Letters from John Galsworthy 1900-1932 (1971)
- Candelabra (2001)
- The Complete Essays of John Galsworthy (2002)
- Studies and Essays (2003)
- Addresses in America 1919 (2004)
- Memories (2004)
- Censorship and Art (2004)
- Concerning Letters (2004)